# História do presente
A História do presente foi uma corrente historiográfica de meados do século XX, baseada no estudo do contemporâneo. Ligada ao Instituto de Estudos Políticos de Paris (IEP) e à Universidade Paris Nanterre, tinha o presente como objeto de investigação histórica e tomava como ponto de partida a História política.
A História do presente caracterizava-se por exigir uma reflexão sobre o ato de escrever a História, assumindo o caráter subjetivo do historiador. Era uma forma de fazer uma filosofia no presente e do presente. Sua evolução esteve ancorada nos chamados retornos historiográficos, onde se destacavam o fato, a política e a narrativa. Na maioria das vezes, reunia trabalhos de jornalistas, cientistas políticos e sociólogos, que apropriavam-se do ofício do historiador, o fazer História.